# 村上哲朗
村上哲朗（むらかみ てつろう、1929年9月1日 - ）は、日本の大蔵官僚。仙台国税局長、税務大学校長、自動車保険料率算定会副理事長などを歴任した。

## 来歴
東京府出身。東京大学経済学部経済学科在学中に国家公務員六級職試験（経済職、法律職）を合格。東大経済学部経済学科を卒業し、1953年 大蔵省に入省（銀行局検査部審査課） 。同期に吉野良彦、水野繁、大場智満、宮下創平、宮本保孝、楢崎泰昌、名本公洲らが居り、更に新制組に西垣昭、梅沢節男、矢崎新二らが居た。
1957年10月から東京国税局調査査察部で勤務する 。1958年11月 東京国税局の調査官として比較的のんびりと過ごしていたが、突如として主計局の勤務を命ぜられた。主計局総務課長補佐から「司計課○〇係長の肩書きだが、仕事はここ（総務課）の手伝いをやれ」と言われ、現在の（大臣官房）会計課長室に当る所へ連れて行かれた。そこで鹿野義夫主計官（総務課）に会わされたと言う。1959年8月 主計局総務課企画係長。1960年7月11日 佐野税務署長。
1961年7月から主計局主計官補佐（農林係主査）。相澤英之主計官（農林担当）と共に構造改善事業を手掛ける。1970年7月10日 関東信越国税局間税部長。1972年7月 新東京国際空港公団企画室次長。
1975年7月10日 防衛庁経理局会計課長。1977年6月17日 大臣官房会計課長。1978年6月17日 仙台国税局長。1979年7月10日 税務大学校長。1981年4月23日 退官。
同年5月7日 公害防止事業団理事（〜1985年5月）。同年5月7日 国家公務員共済組合連合会監事（〜1985年6月30日）。1990年7月 自動車保険料率算定会副理事長。

## 略歴
- 1952年10月：国家公務員六級職試験（経済職、法律職）を合格[1]。
- 1953年4月：大蔵省に入省（銀行局検査部審査課） [1]。
- 1957年10月：東京国税局調査査察部統括国税調査官（調査第12部門担当）付[1]。
- 1958年3月：東京国税局調査査察部国税調査官（〜1958年11月）[1]。
- 1958年11月：主計局司計課係長[2]。
- 1959年8月：主計局総務課企画係長[3]。
- 1960年7月11日：佐野税務署長。
- 1961年7月：主計局主計官補佐（農林係主査）。
- 1963年8月：銀行局特別金融課長補佐。
- 1965年7月：国税庁調査査察部調査課長補佐。
- 1966年12月：国際金融局国際収支課長補佐。
- 1968年7月：中国財務局理財部長。
- 1970年7月10日：関東信越国税局間税部長。
- 1972年7月：新東京国際空港公団企画室次長。
- 1973年7月3日：理財局国有財産第一課長。
- 1975年7月10日：防衛庁経理局会計課長。
- 1977年6月17日：大臣官房会計課長。
- 1978年6月17日：仙台国税局長。
- 1979年7月10日：税務大学校長。
- 1981年4月23日：退官。
- 1981年5月7日：公害防止事業団理事（〜1985年5月）。
- 1985年5月7日：国家公務員共済組合連合会監事（〜1985年6月30日）。
- 1990年7月：自動車保険料率算定会副理事長。